# Rolf Gillhausen
Rolf Gillhausen (* 31. Mai 1922 in Köln; † 22. Februar 2004 in Hamburg) war ein deutscher Reportagefotograf und Journalist.

## Leben
Rolf Gillhausen absolvierte nach der Schule eine Maschinenbaulehre in Köln und begann ein Ingenieurstudium, das er wegen des Zweiten Weltkriegs nicht beenden konnte. Nach Kriegsende und Gefangenschaft arbeitete er als Bergmann im Revier bei Köln. In dieser Zeit kam er autodidaktisch zur Fotografie und erwarb eine Leica. 1948 zog er nach Heidelberg, machte die Bekanntschaft von Fred Ihrt, dessen Assistent er bis 1951 war. Erste Aufnahmen Gillhausens erschienen in der Rhein-Neckar-Zeitung; ab 1951 war er fünf Jahre lang bei Associated Press als Fotoreporter beschäftigt und fiel dabei durch spektakuläre Fotoreportagen, z. B. über den Ungarnaufstand 1956 auf. 1956 holte ihn Henri Nannen zum Stern. Von 1958 bis 1961 unternahm er mit Joachim Heldt ausgedehnte Reisen durch China, Indien und Afrika. 1964 übernahm er die Titelgestaltung des Stern von Karl Pawek.
Als Gillhausen 1965 Chefredakteur der Zeitschrift Quick werden sollte, verhinderte das die Leitung des „Stern“ und berief ihn zum stellvertretenden „Stern“-Chefredakteur. 1976 gründete er das Reportage-Magazin GEO, dessen Chefredakteur er bis 1978 war. Danach kehrte Gillhausen zum „Stern“ zurück und war von 1980 bis 1983 zusammen mit Felix Schmidt und Peter Koch Chefredakteur dieser Zeitschrift. Nach den Rücktritten von Schmidt und Koch aufgrund der Veröffentlichung der gefälschten Hitler-Tagebücher teilte sich Gillhausen das Amt des Chefredakteurs dann ab Mai 1983 mit Peter Scholl-Latour, bevor beide im März 1984 zurücktraten und durch Rolf Winter ersetzt wurden.